# A13 (Frankrijk)
Autoroute 13 (A13), vaak Autoroute de Normandie genoemd is een autosnelweg in het westen van Frankrijk en verbindt de hoofdstad Parijs met de Normandische stad Caen via Rouen. De E5 loopt vanaf Parijs mee met de A13 tot aan de plaats Bourneville waarna deze wordt opgevolgd door de E46 die tot aan Caen meeloopt. De snelweg is onder Duits gezag tussen 1940 en 1946 aangelegd, waarmee de weg de allereerste snelweg in Frankrijk was.

## Beheer
Tussen Parijs en Orgeval is de weg in het beheer van de Franse staat, Direction Interdépartementale des Routes d'Île-de-France, en is derhalve gratis te berijden tussen Parijs en Mantes-la-Jolie. Tussen Mantes-la-Jolie en Caen is de weg in het beheer van de organisatie 'Société des autoroutes Paris-Normandie' (SAPN), die op dat deel van het traject ook tol heft.

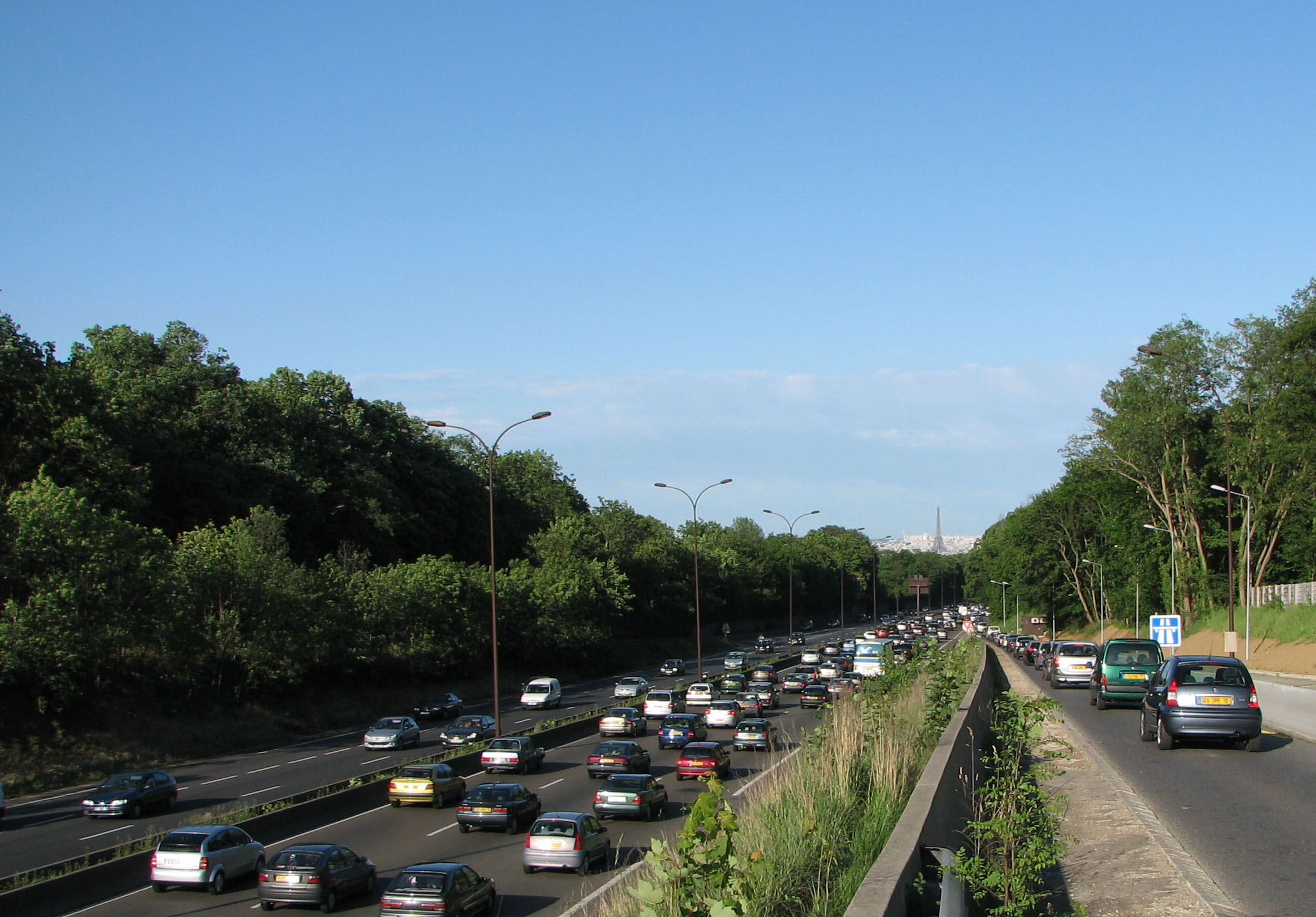
De A13 aan het begin van het traject in Parijs

## Aanleg
De aanleg van de A13 is reeds voor de Tweede Wereldoorlog gestart. Het traject tussen Saint-Cloud en Orgeval is in 1940 opgeleverd. De opening van dit deel van het traject vond echter pas plaats in 1946, ten gevolge van de oorlog. In 1974 werd de Pont de Saint-Cloud voltooid, waardoor de weg via de brug en een tunnel ook op de Boulevard Périphérique van Parijs kon worden aangesloten. Deze Tunnel de Saint-Cloud, die heden ten dage bij de ingang beschilderd is door de Zweedse kunstenaar Bengt Olson, deed in de Tweede Wereldoorlog dienst als munitiedepot voor de Duitse Kriegsmarine.

## Verlenging
Er bestaan plannen om de A13 vanaf Caen door te trekken in de richting van de stad Cherbourg, waarbij de rondweg van de plaats Bayeux reeds geopend is.

## Tolpunten
Over de gehele lengte van de A13 bevinden zich 5 tolpunten, namelijk bij de volgende plaatsen:

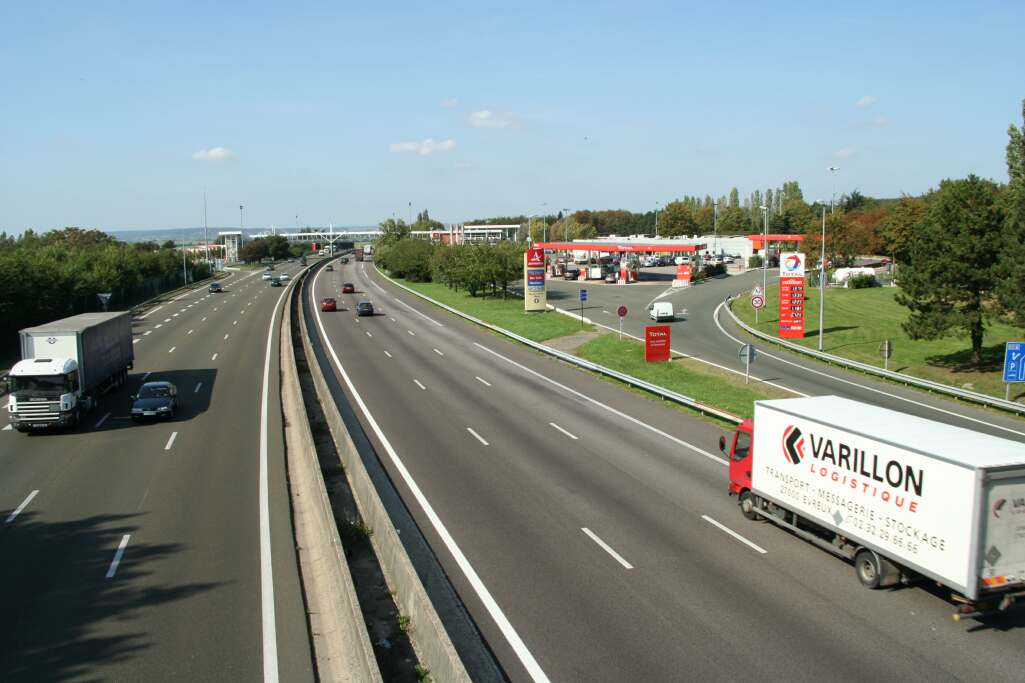
Aire de service bij Morainvilliers

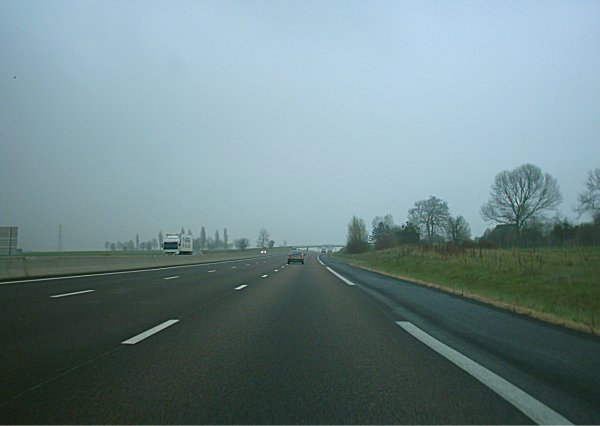
De A13 tussen afrit 25 en 26.

- Buchelay
- Heudebouville
- Bourneville
- Beuzeville
- Dozulé